# Champion Red
Champion Red (チャンピオンRED, Chanpion Reddo) é uma revista de mangá mensal japonesa, publicada no dia 19 de cada mês pela Akita Shoten desde 19 de agosto de 2002 (data de capa de outubro de 2002). Desde 2015, o slogan da revista é "Revista em Quadrinhos Seinen de Alta Qualidade e Alto Nível!" (ハイクオリティ＆ハイエンド青年コミック誌！, Hai kuoriti to hai endo seinen comikku-shi!).
Champion Red Ichigo (チャンピオンREDいちご, Chanpion Reddo Ichigo, lit. "Champion Red Morango") foi uma edição especial de mangá da Champion Red que cessou a publicação em 2014.